# Franz Xaver Winterhalter
Franz Xaver Winterhalter (Menzenschwand, en la Selva Negra, 20 de abril de 1805 - Fráncfort del Meno, 8 de julio de 1873) fue un pintor y litógrafo alemán especialmente conocido por sus retratos de la realeza realizados a mediados del siglo XIX. Entre sus obras más conocidas se cuentan La Emperatriz Eugenia rodeada de sus damas de compañía (1855) y el retrato hecho a la emperatriz Isabel de Baviera, popularmente llamada Sissí (1864).

## Infancia y juventud
Franz Xaver Winterhalter nació en la pequeña aldea de Menzenschwand (que actualmente forma parte de St. Blasien) en la Selva Negra, en el Gran Ducado de Baden el 20 de abril de 1805. Era el sexto hijo de Fidel Winterhalter, granjero y productor de resina de la aldea y de su esposa, Eva Meyer. Su padre era de origen campesino y tuvo mucha influencia en su vida. De los ocho hijos e hijas de Fidel, solo cuatro sobrevivieron a la infancia. A lo largo de su vida Franz Xaver permaneció en estrecho contacto con su familia, y en especial con su hermano Hermann (1808-1891), que también era pintor.
Después de asistir a la escuela en el monasterio benedictino de St. Blasien, Winterhalter dejó la aldea de Menzenschwand en 1818 a los 13 años para estudiar dibujo y grabado. Fue aprendiz de delineante y litógrafo en el taller de Karl Ludwig Schüler (1785-1852) en Friburgo. En 1823, a los 18 años, marchó a Múnich, con el mecenazgo del industrial Barón von Eichtal. En 1825, se le asignó un estipendio del gran duque de Baden y comenzó a estudiar en la Academia de Artes de Múnich con Peter Cornelius, cuyos métodos académicos le hacían sentirse incómodo. Winterhalter congenió mejor con el retratista de moda Joseph Stieler. Durante esta época se ganaba la vida trabajando como litógrafo.
Winterhalter entró en los círculos cortesanos en 1828, cuando se convirtió en maestro de dibujo de Sofía Guillermina de Suecia, en Karlsruhe. La oportunidad para establecerse más allá del sur de Alemania llegó en 1832, cuando pudo viajar a Italia entre 1833 y 1834, con el apoyo de Leopoldo, gran duque de Baden. En Roma realizó cuadros románticos al estilo de Louis-Leopold Robert y comenzó a frecuentar el círculo del director de la Academia Francesa, Horace Vernet. A su regreso a Karlsruhe pintó los retratos del gran duque Leopoldo de Baden y de su esposa, y fue nombrado pintor de la corte archiducal.
A pesar de su estabilidad económica, dejó Baden y se trasladó a Francia donde su escena pictórica de influencia italiana Il dolce Farniente destacó en los salones artísticos de 1836. Un año después Il Decameron también recibió numerosos elogios; ambas pinturas eran composiciones académicas al estilo de Rafael. En el salón de 1838 exhibió un retrato del príncipe de Wagram con su joven hija. Su carrera como pintor de retratos se consolidó cuando, en el mismo año, retrató a Luisa María de Orleáns, reina de Bélgica, y su hijo. Probablemente fue gracias a esta pintura que Winterhalter atrajo la atención de María Amalia de las Dos Sicilias, reina de Francia, y madre de Luisa María de Orleáns.

## Pintor de la corte

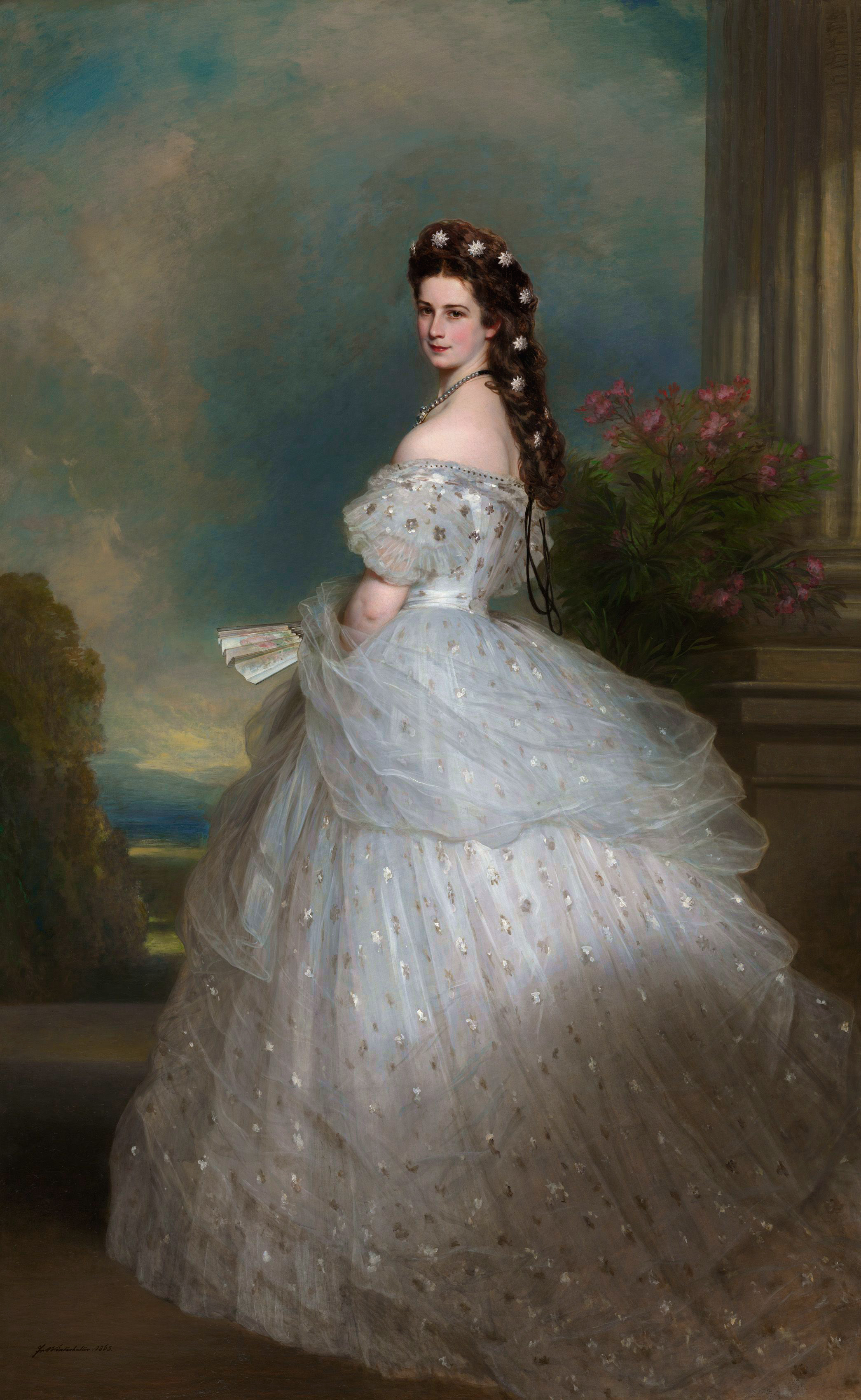
La emperatriz Isabel de Austria con estrellas de diamantes en su cabello (1864). Hofburg, Viena. Este retrato presenta a la emperatriz de una manera romántica realzando su fama de gran belleza en su época. La emperatriz aparece en una pose desenfadada, mostrando sus descubiertos hombros y girando la cabeza hacia el espectador. Lleva un vestido de satén y tul blanco salpicado de estrellas de plata y con estrellas de diamante en el pelo. Este es uno de los mejores retratos de la emperatriz Isabel y una de las obras más conocidas de Winterhalter.

Leonila princesa de Sayn Wittgenstein Sayn, 1843 Museo J. Paul Getty Los Ángeles. Winterhalter contrastaba las telas suntuosas y colores vivos contra los cremosos para aumentar la sensualidad de la pose, el modelo y la configuración exuberante.

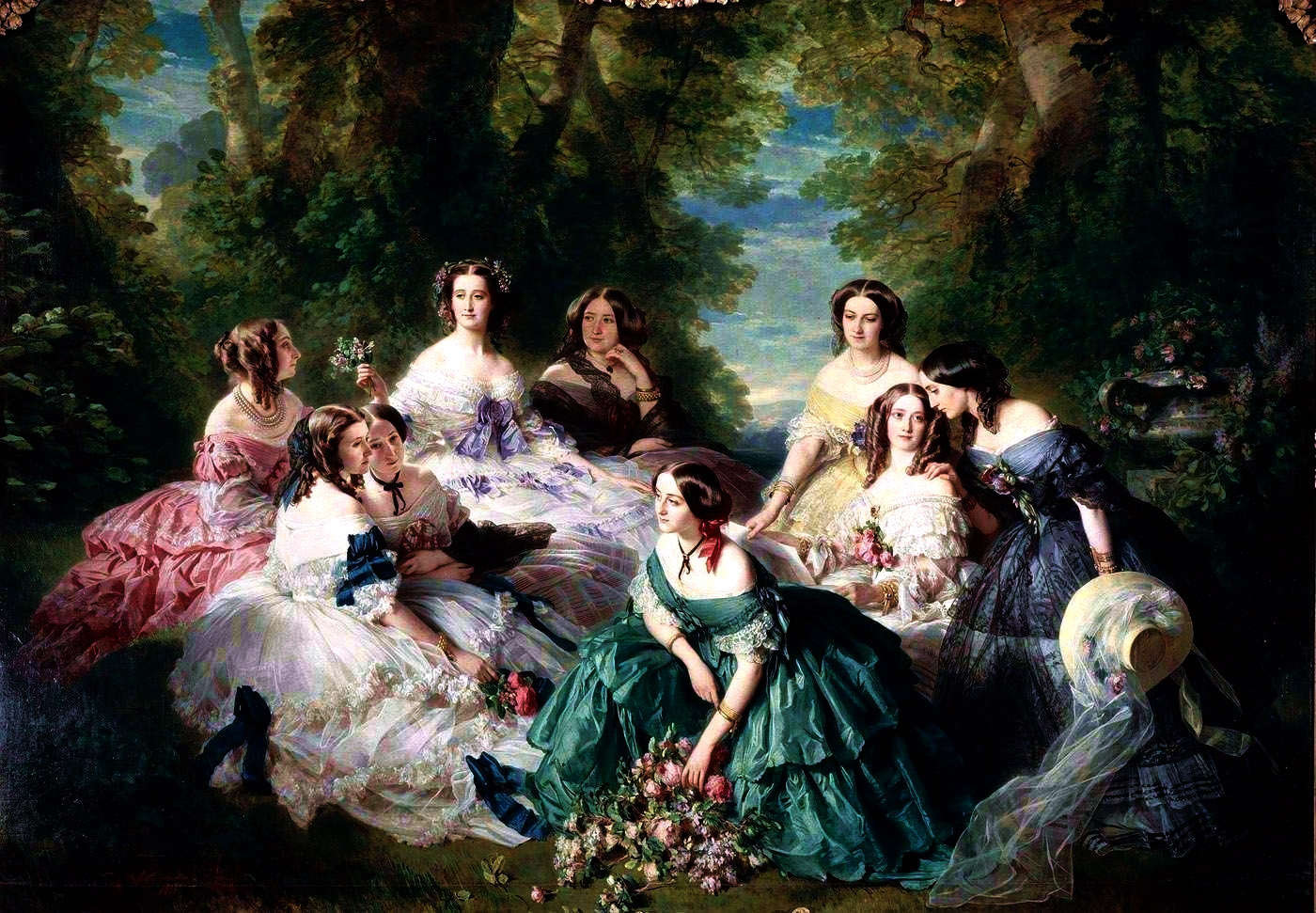
Eugenia, emperatriz de los franceses y sus damas de compañía, en 1855 Palacio de Compiègne. Tomando como inspiración las escenas bucólicas del, esta composición monumental establece a la soberana y su séquito en el contexto de un claro en un bosque sombrío. Sin embargo, la composición es muy artificial y formal. La emperatriz, ligeramente a la izquierda del centro, destaca por encima del grupo que la acompaña.

En París, Winterhalter se convirtió pronto en un pintor de moda. Fue nombrado pintor de la corte del rey Luis Felipe de Francia, que le encargó pintar retratos de los miembros de su gran familia. Winterhalter realizaría más de treinta encargos para él. Su éxito también le permitió ganarse reputación de especialista en retratos dinásticos y aristocráticos, hábil combinando el retrato y la lisonja e intensificando la ostentación oficial con la moda moderna.
Sin embargo, la reputación de Winterhalter en los círculos artísticos sufrió las consecuencias de este giro en su carrera. Los críticos, que habían elogiado su debut en el salón artístico de 1836, lo rechazaron y consideraron que no se le podía tomar en serio. Esta actitud de la crítica continuó a lo largo de la carrera de Winterhalter, condenando su obra a una categoría propia en la jerarquía de la pintura. El propio Winterhalter consideraba sus primeros encargos reales un interludio antes de regresar a la pintura artísticamente respetable desde un punto de vista académico, pero fue víctima de su propio éxito y, durante el resto de su vida, trabajaría casi exclusivamente como pintor de retratos. No solo se hizo especialmente popular en este ámbito, sino que además se enriqueció. Winterhalter se convirtió en una celebridad internacional que disfrutaba del mecenazgo de la realeza.
Entre sus muchos clientes reales también se encontraba la reina Victoria. Winterhalter visitó por primera vez Inglaterra en 1842, y regresó varias veces para pintar a Victoria, su esposo el príncipe consorte Alberto y su numerosa familia, efectuando al menos unos 120 retratos para ellos, gran número de los cuales todavía se conservan en la colección real inglesa y se muestran al público en el Palacio de Buckingham y otros edificios. Aparte de los monarcas ingleses, Winterhalter también pintó unos cuantos retratos para la aristocracia de Inglaterra, en su mayor parte nobles de la corte. La caída del rey Luis Felipe de Francia en la revolución de 1848 no afectó a la reputación del pintor. Winterhalter viajó a Suiza y continuó realizando encargos para Bélgica e Inglaterra.
Winterhalter fue testigo de las caídas de unas dinastías y el ascenso de otras pero, gracias a su constancia, ello no le afectó profesionalmente. París se convirtió en su hogar hasta dos años antes de su muerte. Tras la caída de la monarquía francesa, el cese de encargos de retratos le permitió dedicarse de nuevo a la pintura de cuadros artísticos como Florinda (1852) (Museo Metropolitano de Arte, Nueva York), una gozosa celebración de la belleza femenina inspirada por la leyenda española de la relación entre la hija del conde don Julián y Rodrigo, el último rey visigodo. El mismo año realizó una propuesta de matrimonio pero fue rechazado, por lo que Winterhalter continuó siendo un solterón dedicado a su trabajo.
Su popularidad aumentó después del ascenso al poder en Francia de Napoleón III. Durante el Segundo Imperio francés se convirtió en el retratista principal de la corte y de la familia imperial. La hermosa emperatriz Eugenia llegó a ser una de sus modelos favoritas y ella le trató con generosidad. En 1856 Winterhalter pintó la que sería su obra maestra, La Emperatriz Eugenia rodeada de sus damas de compañía, en la que aparece la emperatriz de Francia —la española nacida Eugenia de Montijo— en un escenario pastoral recogiendo flores en un círculo armonioso con sus damas de compañía. La pintura fue aclamada por el público y expuesta en la Exposición Universal de 1853, y sigue siendo la obra más famosa de Winterhalter.
En 1852 Winterhalter viajó a España, acompañado por su compatriota Eduardo Magnus, también un destacado retratista, para pintar a la reina Isabel II y asimismo trabajó para la familia real portuguesa. A los aristócratas rusos que visitaban París les gustaban también los retratos realizados por el famoso maestro y a menudo contrataban sus servicios. Como el “pintor de príncipes”, Winterhalter era muy solicitado en la mayoría de las cortes europeas: en Inglaterra (desde 1841), España, Bélgica, Rusia, México, los diversos estados alemanes y Francia. En los años siguientes la fama de Winterhalter se mantuvo y sus servicios fueron objeto de gran demanda. En 1856 viajó a Polonia para pintar a los aristócratas locales y en 1857 pintó en Baviera a la zarina —de origen alemán— María Alejandrovna. Durante la década de 1860 recibiría muchos encargos de Rusia.
Durante el Segundo Imperio Mexicano, bajo el gobierno del emperador Maximiliano I de México, Winterhalter recibió el encargo de pintar los retratos de la pareja imperial. La emperatriz consorte de México, Carlota de Bélgica, era la hija de Luisa María de Orleáns, reina de Bélgica, que había contratado los servicios de Winterhalter en los comienzos de su carrera. Algunas de las pinturas de Winterhalter de los monarcas mexicanos todavía se conservan en su palacio en México, D. F., que actualmente es el Museo Nacional de Historia.

## Últimos años
Para hacer frente a los numerosos encargos de retratos, muchos de los cuales incluían el realizar múltiples copias de los mismos, Winterhalter contrató numerosos ayudantes. Ningún pintor de retratos disfrutó jamás de tanto patronazgo real como Winterhalter, solo Rubens y Van Dyck trabajaron en cierta medida como él a nivel internacional.
A menudo Winterhalter se relajaba de la presión de su trabajo con vacaciones en Italia, Suiza y, sobre todo, Alemania. Pese a haber vivido durante muchos años en Francia, mantuvo un estrecho contacto con su país nativo. A pesar de su éxito y popularidad, continuó llevando una vida sencilla y sin excesos, siendo además abstemio. En 1859 adquirió una villa en Baden-Baden, su lugar favorito de vacaciones.
En 1864 Winterhalter hizo su última visita a Inglaterra. En otoño de ese año viajó a Viena para pintar los retratos del emperador Francisco José I de Austria y de su esposa Isabel de Baviera, que se encuentran entre sus obras más conocidas. A medida que envejecía, sus vínculos con Francia se debilitaron, y comenzó a sentir añoranza por Alemania. Se encontraba descansando en Suiza durante el estallido de la Guerra franco-prusiana, que terminó con el Segundo Imperio francés en septiembre de 1870. Después de la guerra, el pintor no regresó a Francia, sino que se fue a Baden. Sin mayores complicaciones decidió retirarse de forma permanente a Alemania. Todavía estaba oficialmente acreditado en la corte de Baden y se asentó en Karlsruhe. Sin embargo, en los dos años siguientes pintó muy poco. Durante una visita a Fráncfort del Meno en el verano de 1873 contrajo el tifus y murió el 8 de julio de 1873. Tenía 68 años.

## Estilo

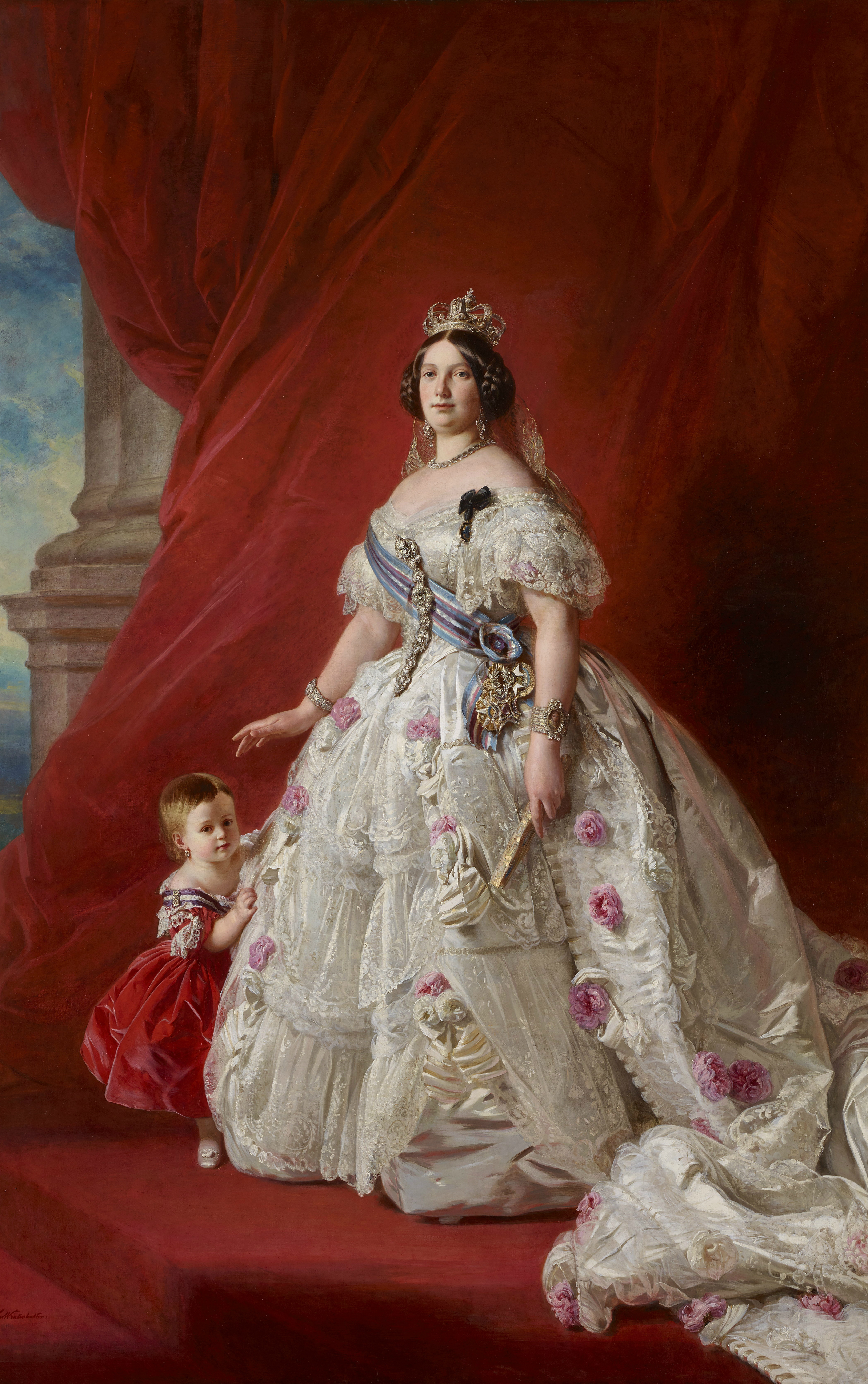
Retrato de Isabel II con su hija la infanta Isabel, en 1852, Palacio Real de Madrid.

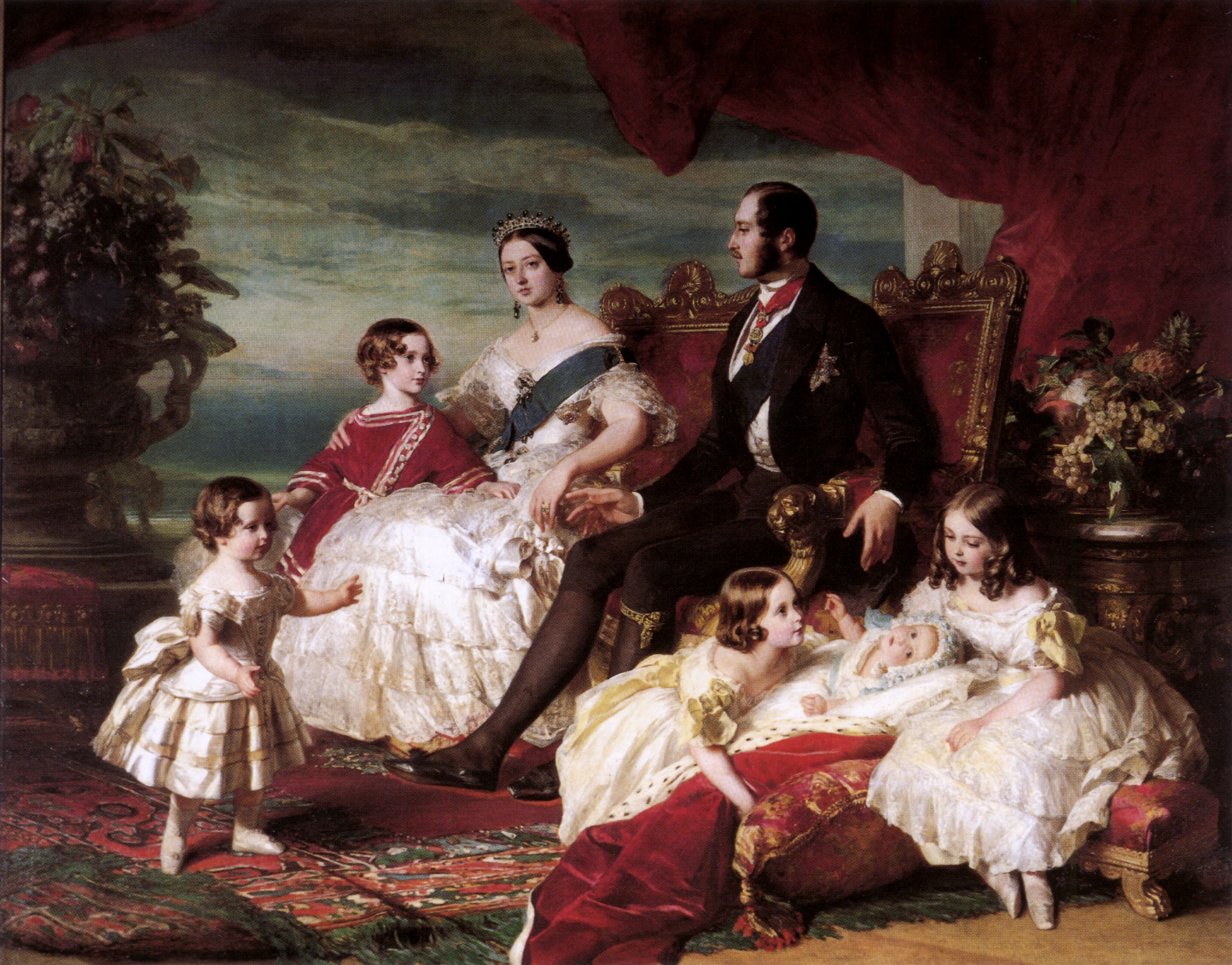
La familia de la Reina Victoria, por Franz Xaver Winterhalter, en 1846.

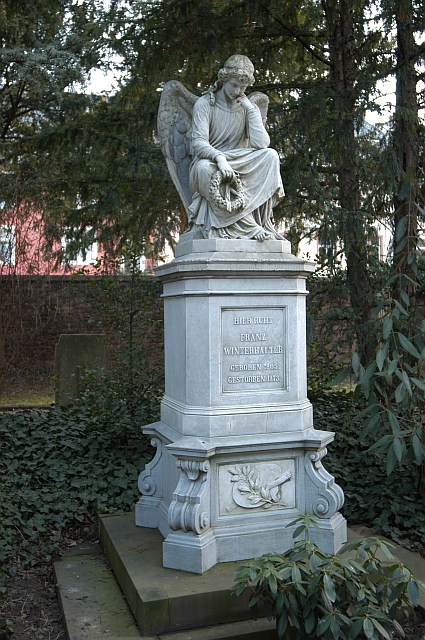
Su tumba en el cementerio principal de Fráncfort.

Winterhalter consolidó su estilo como pintor de retratos durante el Segundo Imperio francés, y sus mejores obras fueron realizadas en las últimas dos décadas de su vida. Adaptó su estilo al lujo y la atmósfera relajada de la época, su hedonismo y animación. Sus modelos femeninas de las décadas de 1850 y 1860 vivían en un clima social y fisiológico diferente de las que había pintado antes, y no muestran una actitud reticente o reservada. Sus modelos masculinos le inspiraron pocas composiciones originales o memorables.
Winterhalter nunca recibió elogios de la obra que lo había hecho famoso por parte de los críticos artísticos, que lo acusaron constantemente de caer en la superficialidad y afectación con el objetivo de ganar popularidad. Sin embargo, sus mecenas aristocráticos le tenían en gran estima. Las familias reales de Inglaterra, Francia, España, Rusia, Portugal, México y Bélgica le encargaron retratos. Sus monumentales lienzos le proporcionaron una gran reputación y las copias litográficas de sus retratos le ayudaron a extender su fama.
Los retratos de Winterhalter eran apreciados por su sutil intimismo. La naturaleza de su atractivo no es difícil de explicar. La imagen de sus modelos da al observador una impresión de deseo o de una necesidad de protección. No solo disponía de una gran habilidad para crear composiciones casi teatrales con sus modelos, sino que también fue un experto en el arte de combinar la textura de los tejidos, pieles y joyas, para los que dedicaba tanto esmero como para los rostros. Pintaba con rapidez y continuidad, diseñando la mayoría de sus composiciones directamente en el lienzo. Sus retratos son elegantes, refinados y agradablemente idealizados.
Respecto al método de trabajo de Winterhalter, se cree que —debido a la práctica que había adquirido dibujando y representando figuras— pintaba directamente en el lienzo sin hacer estudios preliminares. Él mismo decidía el vestido y la postura de la modelo. Pintaba delicadamente, utilizando pinceladas rápidas pero impersonales. Su estilo era suave, cosmopolita y creíble. Muchos de los retratos fueron copiados o reproducidos en su taller como litografías.
Como artista Winterhalter es difícil de clasificar, pues existen pocos pintores con los que pueda compararse y no encaja en ninguna escuela específica. Sus primeras influencias son neoclásicas pero su estilo posterior puede ser descrito como neo-rococó. A su muerte su obra cayó en desgracia, siendo considerada demasiado romántica, brillante y superficial. Poco se sabe sobre él a nivel personal, y su arte no fue revalorizado hasta finales del siglo XX, cuando una gran exhibición de su obra en la National Portrait Gallery de Londres y en el Petit Palais en París en 1987 recuperaron su popularidad. Sus pinturas se exhiben actualmente en los principales museos europeos y americanos. El Palacio de Liria de Madrid alberga al menos dos obras suyas, entre ellas el destacable Retrato de Eugenia de Montijo y el Palacio Real un retrato de Isabel II con su hija la infanta Isabel.